# MSBS Grot
MSBS Grot hay MSBS-5,56 (Modułowy System Broni Strzeleckiej kalibru 5,56 mm) là loại súng trường tấn công đang được Ba Lan phát triển với mục đích sẽ là loại súng tiêu chuẩn cho lực lượng quân đội Ba Lan. Hiện có hai mẫu thử nghiệm được biết là mẫu súng chuẩn và mẫu bullpup. Mục tiêu phát triển là tạo ra một loại súng với thiết kế từng khối, loại súng này có thể được tháo rắp và chuyển đổi chức năng một cách nhanh chóng như từ một khẩu súng trường tấn công có thể chuyển thành súng cạc-bin, súng bắn tỉa hay LMG để đáp ứng nhu cầu tác chiến như một loại súng đa chức năng. Súng sẽ sử dụng loại đạn 5.56×45mm NATO nhưng cũng có thể sẽ có khả năng chuyển đổi để có thể dụng được loại đạn 7.62×51mm NATO hoặc chế tạo mẫu sử dụng loại đạn này.
Hiện tại loại súng tiêu chuẩn của lực lượng quân đội Ba Lan là khẩu Kbs wz. 1996 Beryl cùng các biến thể của nó vốn được phát triển từ khẩu AKM. Tuy nhiên do thiết kế này không thể cải tiến nâng cấp được nữa nên Ba Lan đã quyết định phát triển một loại súng trường tấn công mới cho mình. Loại súng này được hy vọng là có thể được hoàn tất phát triển và bắt đầu chế tạo vào năm 2014 hay 2016.